# Atotonilco el Alto
Atotonilco el Alto est une ville et une municipalité de l'État de Jalisco au Mexique. La municipalité a 60 480 habitants en 2015.

## Géographie
Atotonilco el Alto est située à 1 300 m d'altitude au centre de l'État de Jalisco, dans la région Ciénega , à une centaine de kilomètres à l'est de Guadalajara. Elle est desservie par la route fédérale 90 (es).
| Tepatitlán de Morelos |                    | Arandas      |
| Tototlán              | Atotonilco el Alto | Ayotlán (es) |
| Ocotlán               | La Barca           |              |

La température moyenne annuelle est de 21,1 °C. Les vents dominants viennent du nord-ouest. Il pleut principalement de juin à septembre. En moyenne, il tombe 880,4 mm de pluie par an et il y a 3 jours de gel pendant l'hiver.
La municipalité est arrosée par les rivières Los Sabinos et Toretan et par des cours d'eau temporaires. Plusieurs barrages sont utilisés pour l'irrigation. Les reliefs atteignent 1 700 à 2 000 m d'altitude à l'est et au sud de la municipalité.
Le río Los Sabinos[à vérifier] est un affluent du lac de Chapala[réf. souhaitée].

## Histoire
Atotonilco signifie « lieu d'eaux chaudes » en nahuatl.
Le territoire de la municipalité est annexé au XVe siècle par le Royaume tarasque lorsque celui-ci s'étend vers le nord à partir  du Michoacán. La région soumise aux Purépechas (ou Tarasques) reste à l'époque une zone frontalière vis-à-vis des Chichimèques qui vivent plus au nord dans les actuels États du Jalisco, du Zacatecas et d'Aguascalientes.
La fondation préhispanique d'Atotonilco date de 1528 ou peut-être de 1430[réf. souhaitée]. Elle répond au vœu d'un cazonci (es) purépecha dont la fille, la princesse Tzintzintli, a été guérie par les sources thermales d'Ojo Caliente. Elle précède donc la conquête espagnole de la région par Nuño Beltrán de Guzmán en 1530 puis son évangélisation par les franciscains.
Atotonilco se développe à l'époque coloniale puis après l'indépendance du Mexique aux XIXe et XXe siècles.
Elle acquiert le statut de ville en 1868.
En 2010, la  municipalité compte 57 717 habitants pour une superficie de 638,15 km2. Elle comprend 123 localités dont les plus importantes sont le chef-lieu Atotonilco el Alto (26 874 habitants) et San Francisco de Asís (5 291 habitants). 62 % de la population est urbaine.
Au recensement de 2015, la population de la municipalité passe à 60 480 habitants.

## Points d'intérêt

Culture d'agaves.
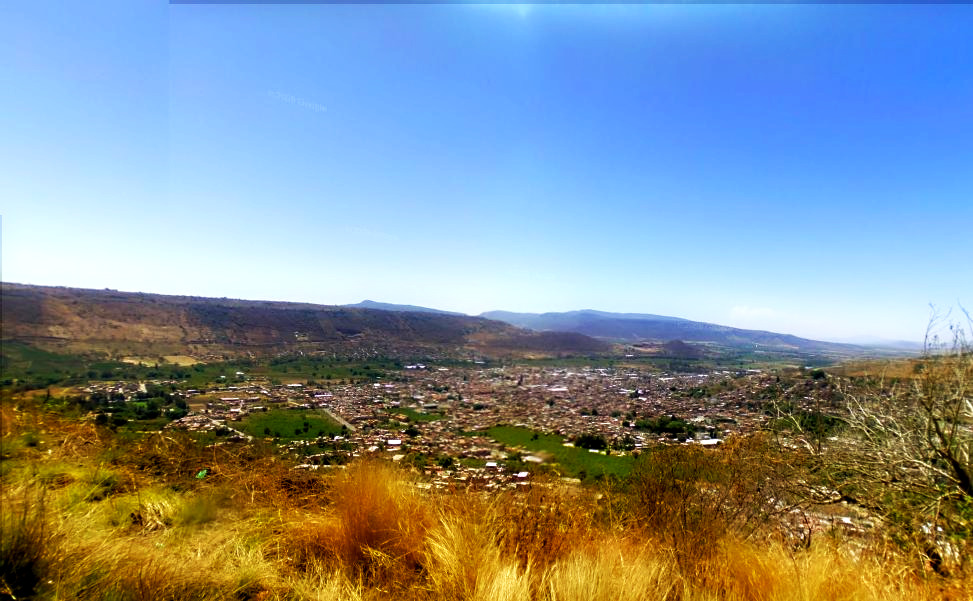
Panorama d'Atotonilco.
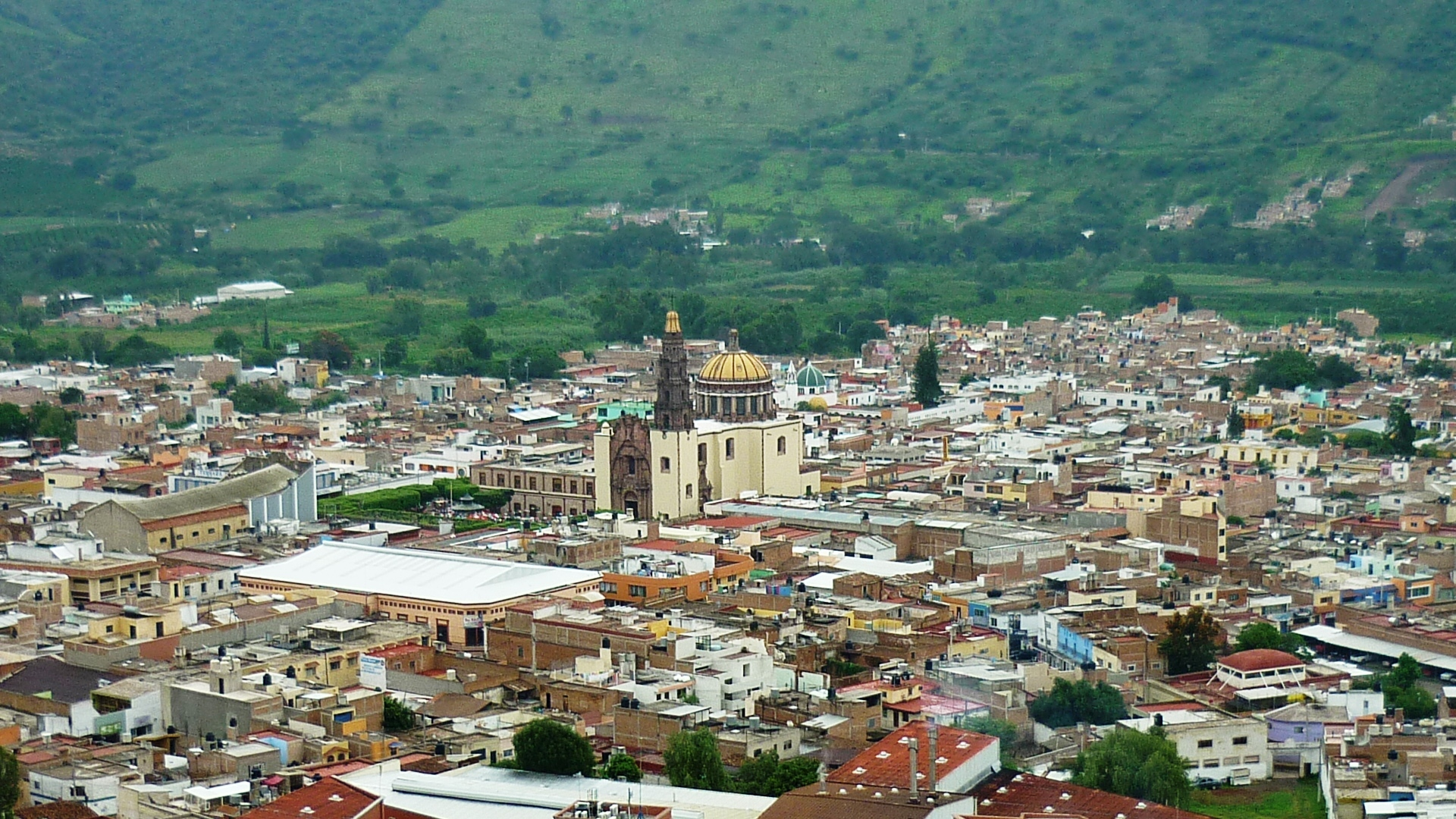
Vue de la ville.
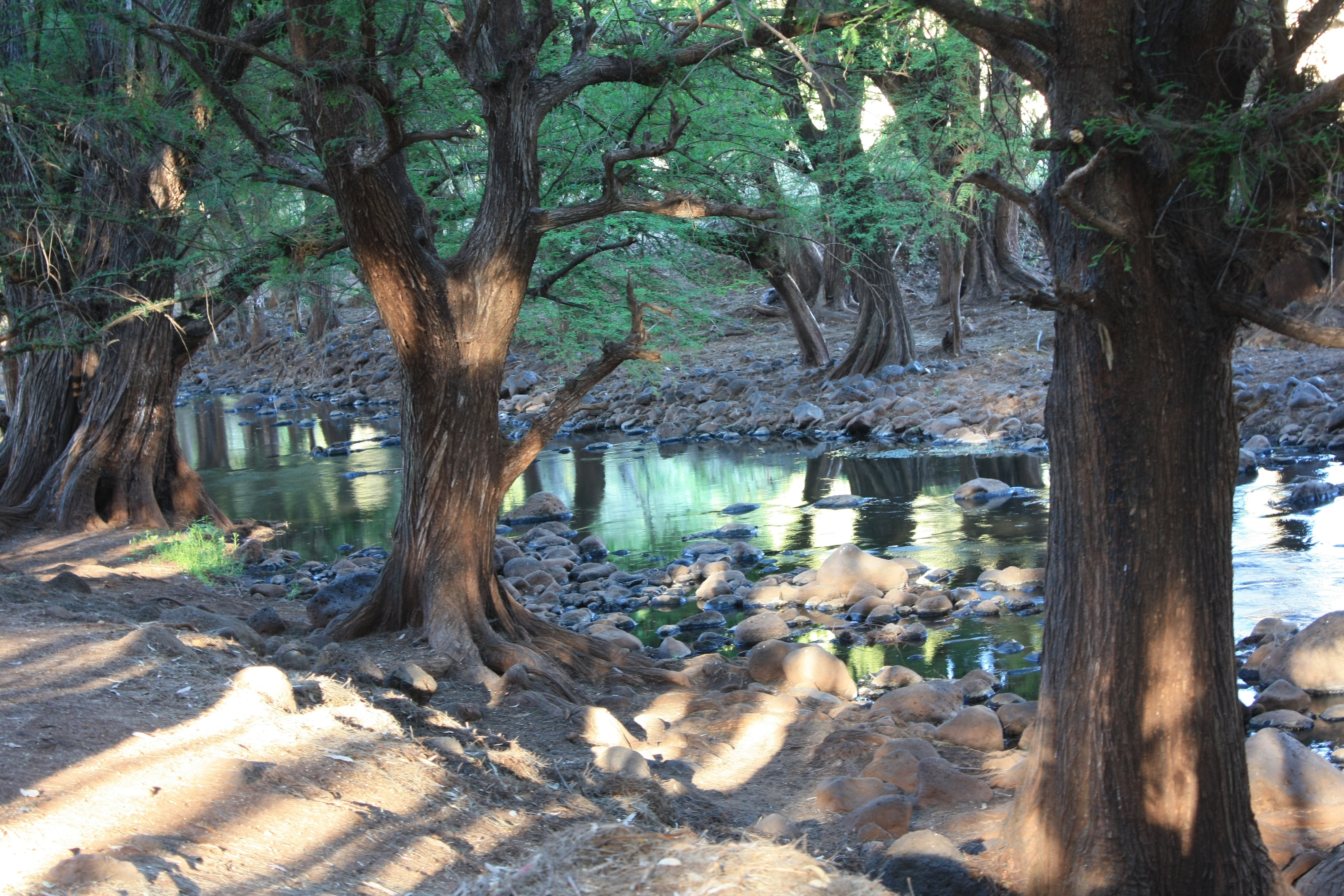
Parc municipal Los Sabinos.
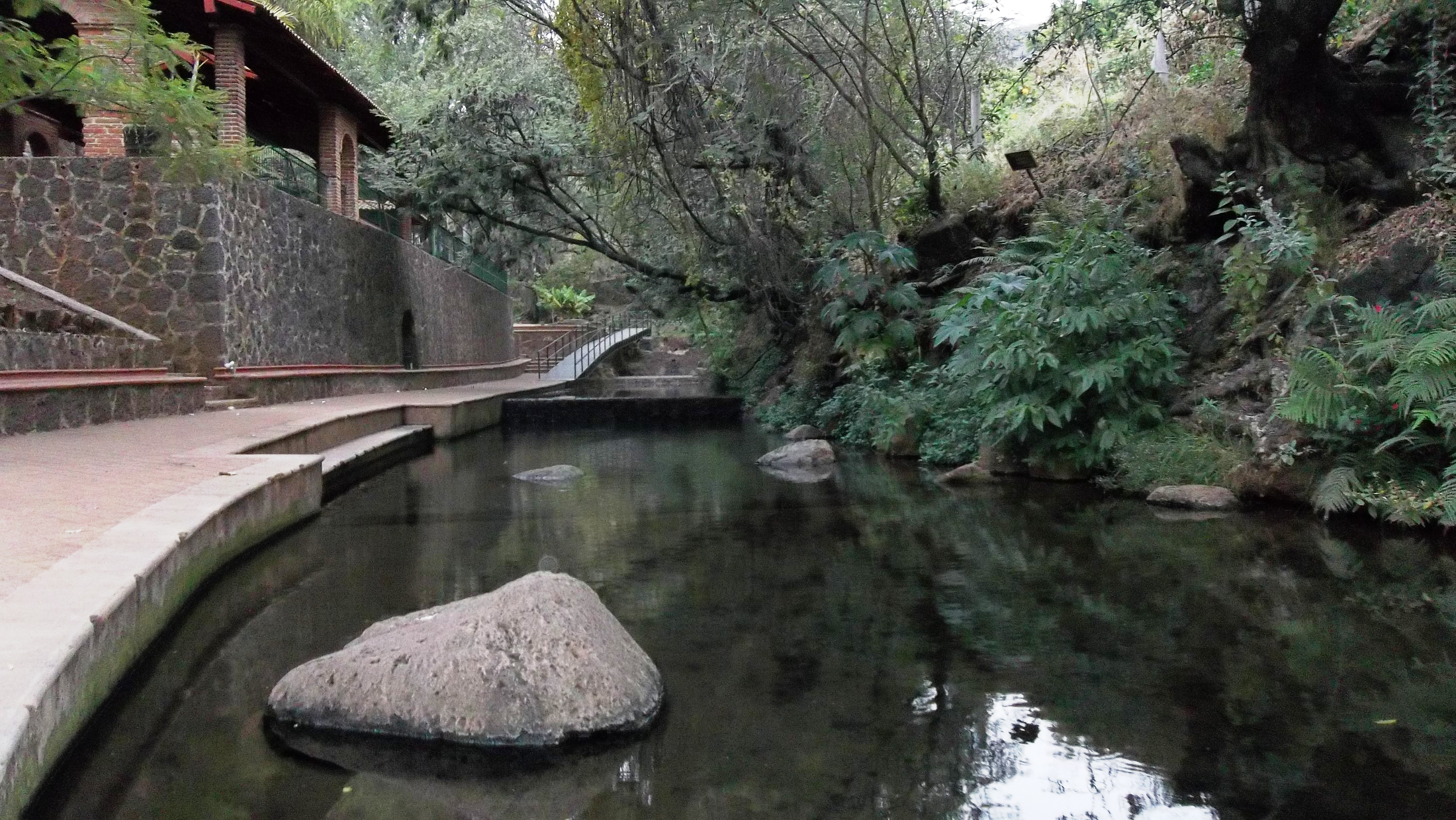
Parc Taretan.
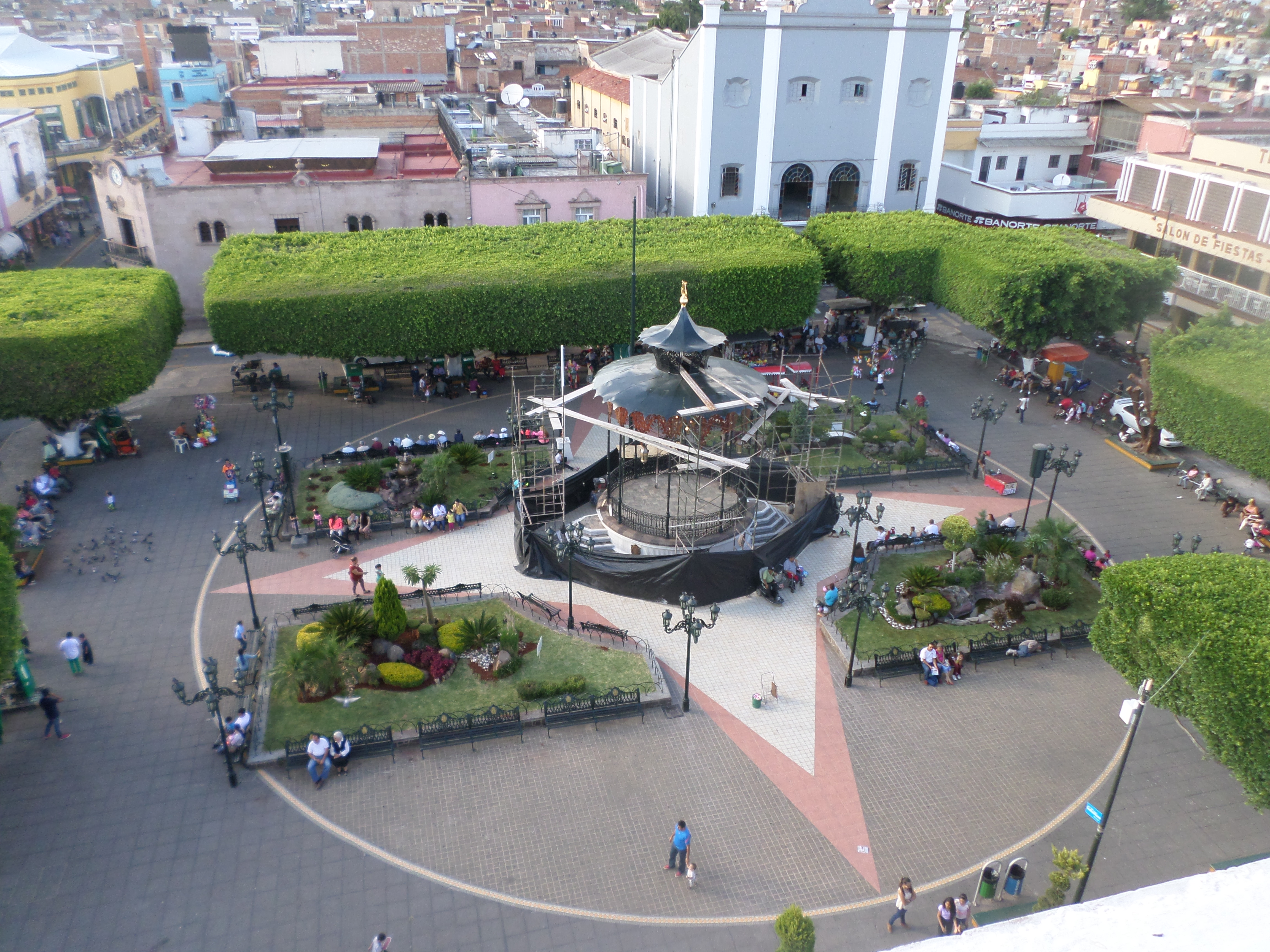
Centre-ville en travaux.

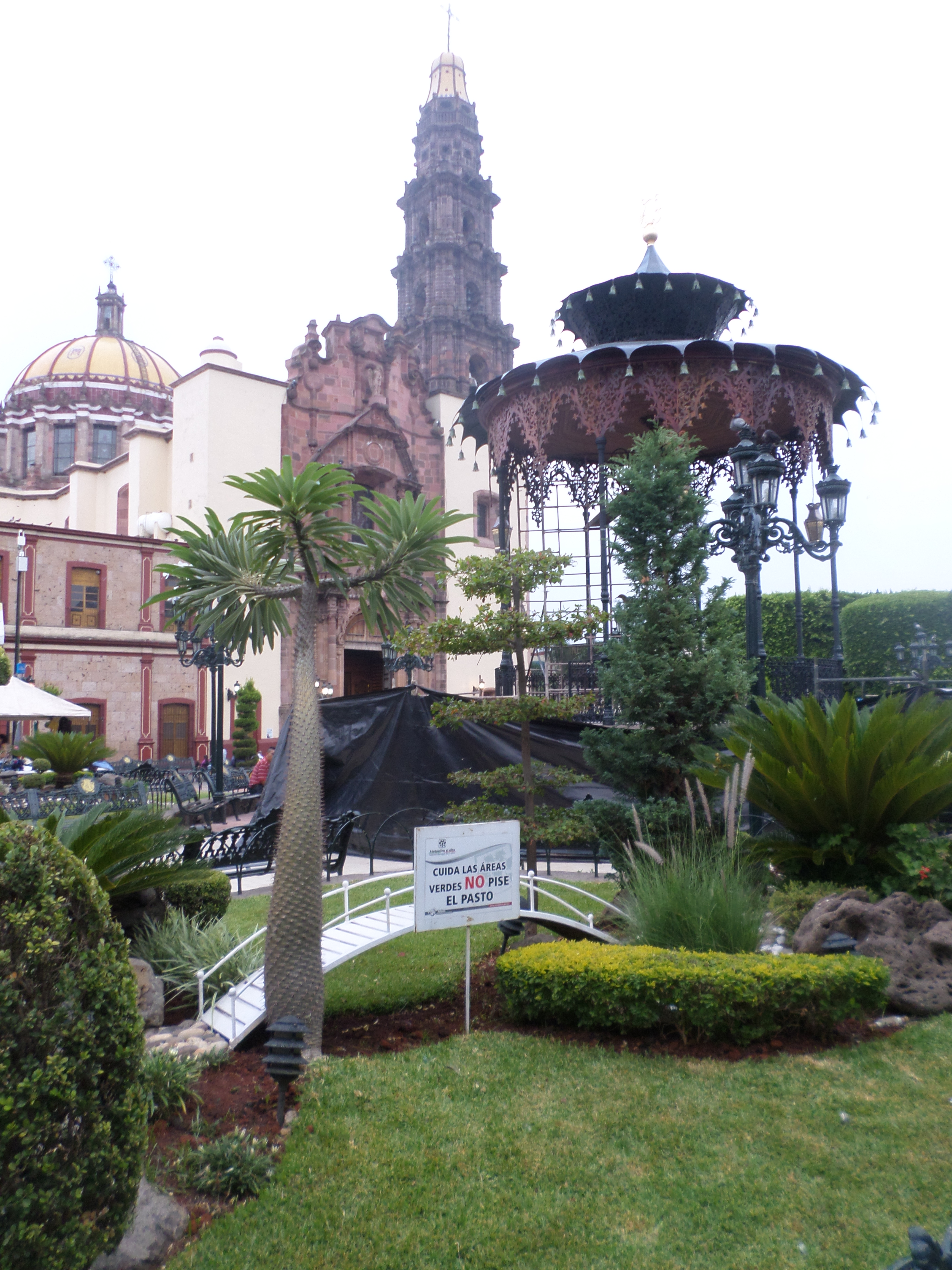
Église San Miguel Arcángel.

Atotonilco el Alto est connue pour ses sources thermales (telles que Los Chorritos, Tarethán, El Tobogán) mais aussi pour sa production de tequila, l'artisanat du cuir, et les vergers qui lui valent le surnom de « jardin du Jalisco ».
L'église paroissiale San Miguel Arcángel a été construite au XVIIIe siècle dans un style Renaissance et plateresque, sa couverture de style baroque est l'œuvre de l'architecte italien Adamo Boari. La propriété Casona de los Velázquez est aussi ancienne tandis que de nombreuses églises et édifices datant du XIXe siècle ont également un intérêt historique et architectural.
Atotonilco est le lieu de naissance de Mère Luisita (1866-1937) déclarée  vénérable par l'Église catholique en 2000. Elle est inhumée sur place, à Atotonilco el Alto, dans une chapelle dédiée.

## Jumelage
Atotonilco el Alto est jumelée aux États-Unis avec la ville californienne de South San Francisco.